# Sarconesia chlorogaster
Sarconesia chlorogaster är en tvåvingeart som beskrevs av Christian Rudolph Wilhelm Wiedemann 1830. Sarconesia chlorogaster ingår i släktet Sarconesia och familjen spyflugor. Inga underarter finns listade i Catalogue of Life.